# Xã Silver Lake, Quận Susquehanna, Pennsylvania
Xã Silver Lake (tiếng Anh: Silver Lake Township) là một xã thuộc quận Susquehanna, tiểu bang Pennsylvania, Hoa Kỳ. Năm 2010, dân số của xã này là 1.716 người.